# Liste der Monuments historiques in Andelot-Blancheville
Die Liste der Monuments historiques in Andelot-Blancheville führt die Monuments historiques in der französischen Gemeinde Andelot-Blancheville auf.

## Liste der Immobilien
| Bezeichnung                            | Beschreibung | Standort                                                | Kennzeichnung | Schutzstatus | Datum     | Bild           |
| -------------------------------------- | --- | ------------------------------------------------------- | ------------- | ------------ | --------- | -------------- |
| Kloster Saint-Nicolas de Septfontaines | Prämonstratenserkloster, 1125 gegründet, nach der Französischen Revolution aufgelöst; Ruine der Kirche aus dem 16. Jahrhundert, Klostergebäude, hauptsächlich aus dem 18. Jahrhundert, wasserbauliche Anlagen, zwischen 1779 und 1782, Parkanlage mit Insel, Grotten und Brücke, Ende des 19. Jahrhunderts | Blancheville, route de l’Abbaye de Septfontaines (Lage) | PA00078933    | Inscrit      | 1925 1996 | weitere Bilder |
| Kirche St-Louvent                      | ab dem 13. Jahrhundert | Andelot, rue de l’Église (Lage)                         | PA00078934    | Inscrit      | 1925      | weitere Bilder |

## Liste der Objekte
| Bezeichnung                                              | Beschreibung                                                                                              | Standort                                              | Kennzeichnung | Schutzstatus | Datum | Bild |
| -------------------------------------------------------- | --- | ----------------------------------------------------- | ------------- | ------------ | ----- | ---- |
| Prozessionsstab Mariä Himmelfahrt                        | Holz, farbig gefasst und vergoldet, 18. Jahrhundert                                                       | Andelot, in der Kirche St-Louvent (Lage)              | PM52000019    | Classé       | 1983  |      |
| Grabstein für Guille genannt Lombart                     | Stein, bezeichnet 1277                                                                                    | Andelot, in der Kirche St-Louvent (Lage)              | PM52000008    | Classé       | 1908  |      |
| Porzessionsstab Heiliger Lupentius von Châlons           | Holz, farbig gefasst und vergoldet, erste Hälfte des 19. Jahrhunderts                                     | Andelot, in der Kirche St-Louvent (Lage)              | PM52000020    | Classé       | 1983  |      |
| Marienaltar                                              | rechter Seitenaltar; Retabel und Skulptur Madonna mit Kind; Kalkstein, 1685                               | Andelot, in der Kirche St-Louvent (Lage)              | PM52000010    | Classé       | 1971  |      |
| Kanzel                                                   | Holz, 18. Jahrhundert                                                                                     | Andelot, in der Kirche St-Louvent (Lage)              | PM52000011    | Classé       | 1971  |      |
| Skulptur Heiliger Lupentius von Châlons                  | Stein, übertüncht, 18. Jahrhundert                                                                        | Andelot, in der Kirche St-Louvent (Lage)              | PM52000013    | Classé       | 1971  |      |
| Porzessionsstab Johannes Evangelist                      | Holz, farbig gefasst und vergoldet, 18. Jahrhundert                                                       | Andelot, in der Kirche St-Louvent (Lage)              | PM52000021    | Classé       | 1983  |      |
| Skulptur Johannes Evangelist                             | Stein, übertüncht, 18. Jahrhundert                                                                        | Andelot, in der Kirche St-Louvent (Lage)              | PM52000012    | Classé       | 1971  |      |
| Pietà                                                    | Kalkstein, 16. Jahrhundert                                                                                | Andelot, in der Kirche St-Louvent (Lage)              | PM52000014    | Classé       | 1971  |      |
| Linker Seitenaltar                                       | Retabel und Skulptur Heiliger Bernhard (?); Stein, 17. Jahrhundert                                        | Andelot, in der Kirche St-Louvent (Lage)              | PM52000016    | Classé       | 1974  |      |
| Panzerhaubitze „Breiz Atao“                              | vom Typ M8 Scott, zwischen 1942 und 1944 gebaut; 1971 als Denkmal für die 2e division blindée aufgestellt | Andelot, rue de la Division-du-Général-Leclerc (Lage) | PM52001510    | Classé       | 2011  |      |
| Hauptaltar                                               | Altartisch und Baldachin; Holz, farbig gefasst, erste Hälfte des 18. Jahrhunderts                         | Andelot, in der Kirche St-Louvent (Lage)              | PM52000009    | Classé       | 1971  |      |
| Kruzifix                                                 | Holz, 18. Jahrhundert, Jean-Baptiste Bouchardon zugeschrieben                                             | Andelot, in der Kirche St-Louvent (Lage)              | PM52000015    | Classé       | 1974  |      |
| Skulptur Madonna mit Kind                                | Stein, 16. Jahrhundert                                                                                    | Blancheville, in der Kirche St-Nicolas (Lage)         | PM52000017    | Classé       | 1908  |      |
| Gemälde Heilige Familie mit Elisabeth und Johannesknaben | Ölfarbe auf Holz, Anfang des 17. Jahrhunderts; nach Giulio Romano                                         | Andelot, in der Kirche St-Louvent (Lage)              | PM52000018    | Classé       | 1983  |      |
| Skulptur Heiliger Nikolaus                               | Kalkstein, farbig gefasst, zweite Hälfte des 16. Jahrhunderts                                             | Blancheville, in der Kirche St-Nicolas (Lage)         | PM52001680    | Inscrit      | 1984  |      |